# Corona di spine (araldica)
Corona di spine è un termine utilizzato in araldica per indicare due anelli intrecciati costituiti da rami spinosi, che simboleggiano la corona di spine posta sul capo di Gesù (secondo i testi sacri). Proprio per il suo significato simbolico compare frequentemente associata ai chiodi della Passione.

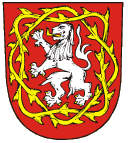
Di rosso, al leone d'argento, cinto da una corona di spine d'oro (Jaroměř, Repubblica Ceca)
Corona di spine e chiodi della passione d'oro (Saint Saviour, Baliato di Jersey)
Corona di spine e chiodi della passione d'argento (Saint-Maur-des-Fossés, Francia)
D'oro, alla corona di spine di nero, accompagnata da tre maglietti di verde; al capo di rosso, caricato di un leopardo d'oro (Picauville, Francia)
Impresa della corona di spine degli Orsini

## Traduzioni
- Francese: couronne d'épines
- Inglese: crown of thorns